# Leo D. Lefebure
Leo D. Lefebure (* 20. November 1952) ist ein US-amerikanischer Theologe.

## Leben
Er erwarb am Niles College of Loyola University 1973 den B.A., am St. Mary of the Lake Seminary (S.T.L. 1978, M.Div. 1978, S.T.B. 1976) und 1987 an der Divinity School der University of Chicago den PhD. Er ist Matteo Ricci SJ Professor für Theologie an der Georgetown University.

## Schriften (Auswahl)
- Toward a contemporary Wisdom Christology. A study of Karl Rahner and Norman Pittenger. Lanham 1988, ISBN 0-8191-7151-4.
- The Buddha and the Christ. Explorations in Buddhist and Christian dialogue. Maryknoll 1993, ISBN 0-88344-924-2.
- Revelation, the religions, and violence. Maryknoll 2000, ISBN 1-57075-300-8.
- True and holy. Christian scripture and other religions. Bangalore 2014, ISBN 978-93-83163-09-0.